# David Stern (commissaire NBA)
Pour les articles homonymes, voir Stern et David Stern (homonymie).
David Joel Stern, né le 22 septembre 1942 à New York et mort le 1er janvier 2020 à Manhattan, est un avocat et un entrepreneur américain, commissaire de la National Basketball Association (NBA) entre 1984 et 2014. Adam Silver lui succède à la tête de la NBA. En 2014, il rejoint le basket-ball Hall of Fame.

## Biographie
Né dans une famille juive à New York, David Stern entreprend des études de droit à Columbia qu’il termine en 1966 et entre comme conseiller juridique dans la firme Proskauer Rose, travaillant avec la NBA. En 1978, il quitte cette société pour rejoindre directement la NBA et y travailler comme conseiller général. Il en est nommé vice-président exécutif en 1980.
En 1984, et après la retraite de Larry O'Brien, il devient le quatrième commissaire de la NBA. La NBA était alors en déficit, et était marquée par des problèmes de drogue et de racisme, et les fans commençaient à la délaisser (en 1981, les affluences moyennes sont de 10 021 spectateurs, pour un taux de remplissage de 58 %). Stern instaure un système d’amendes élevées et de suspensions qui s'avère efficace. Lors de cette même année, la NBA connait, avec la draft 1984 de la NBA, l'une des plus importantes drafts de l'histoire avec la présence de quatre joueurs intronisés par la suite au Basketball Hall of Fame, Hakeem Olajuwon, Michael Jordan, Charles Barkley et John Stockton, deux autres joueurs figurant dans une équipe de All-NBA Team, Alvin Robertson et Kevin Willis, et un autre qui possède une sélection dans un NBA All-Star Game, Otis Thorpe. Cette génération va favoriser le redressement de la ligue entrepris par David Stern.
Sous sa direction, la NBA s'agrandit pour passer de 23 à 30 franchises : le Heat de Miami et les Hornets de Charlotte en 1988, rejoints l'année suivante par le Orlando Magic et les Minnesota Timberwolves. En 1995, la NBA s'établit une première fois à l'étranger avec deux premières franchises hors États-Unis, avec les Raptors de Toronto et les Grizzlies de Vancouver au Canada, ces derniers déménageant ensuite pour s'installer à Memphis. La dernière franchise apparait en 2004 avec les Bobcats de Charlotte. La ligue connait également quelques déménagements : outre les Grizzlies, les Clippers quittent San Diego pour Los Angeles, les Kings quittent Kansas City pour Sacramento, les Hornets rejoignent La Nouvelle-Orléans tandis que les Supersonics de Seattle deviennent en 2008 le Thunder d'Oklahoma City. Les franchises s'établissent dans de nouvelles salles et les audiences progressent (lors de la saison NBA 1990-1991, les audiences sont de 15 245 spectateurs pour un taux de remplissage de 89 %).
Dans le même temps, David Stern développe les activités avec l'international : des équipes de NBA commencent à rencontrer des équipes étrangères. Ce sont d'abord les Hawks d'Atlanta qui disputent trois rencontres en URSS, lors de l'année 1987, face à l'équipe d'Union Soviétique,. Le rapprochement entre la NBA et la FIBA, qui dirige le basket-ball international, s'accentue avec l'Open McDonald's dont la première édition a lieu en 1988 à Madrid. Neuf éditions seront finalement disputées. Lors des trois dernières éditions, la NBA est représentée par le champion NBA en titre, les Rockets de Houston en 1995, puis les Bulls de Chicago en 1997 et Spurs de San Antonio en 1999. En 1992, la première rencontre entre deux équipes de NBA en Europe a lieu à Londres. Dans cette optique d'internationalisation de la NBA, il a également mis en place le NBA Europe Live Tour et songe à la possibilité d'organiser un All-Star Game à l'étranger. Il estime un temps qu'une franchise de NBA pourrait voir le jour en Europe. L'une des solutions envisagées seraient la création d'une division de cinq équipes en Europe. Parmi les villes envisagées figurent Londres, Madrid, Rome, Berlin, villes qui ont toutes construit de nouvelles salles à l'image des salles des franchises américaines.
Le 1er juillet 1998, les propriétaires des franchises NBA déclenchent un Lock-out (grève). Celui-ci fait suite aux ruptures des négociations sur la négociation des conventions collectives (Collective bargaining agreement) régissant les contrats en NBA. Selon les propriétaires et la NBA, 15 des 29 franchises connaissent des pertes sur la dernière saison, thèse que réfutent les associations de joueurs. La principale cause de conflit est la volonté de réduire le plafond salarial (ou salary cap à 52 % des revenus, les joueurs désirant rester sur l'accord précédant qui fixait ce plafond à 57 %). Les négociations échouent et la NBA, pour la première fois de son histoire, voit des matchs annulés pour cause de grève. Le 23 décembre 1998, David Stern annonce qu'il demandera l'annulation de la saison si un accord n'est pas réalisé au 7 janvier 1999. Des fissures apparaissent chez les joueurs et le 6 janvier 1999, un accord est signé entre David Stern et Billy Hunter, le représentant des joueurs. David Stern et les propriétaires sont reconnus par les médias comme les gagnants de ce conflit : de nouveaux plafonds salariaux sont fixés, plus particulièrement les contrats des rookies,.
David Stern est également à l'origine de la Women's National Basketball Association (WNBA) dont la création est annoncée le 24 avril 1996. Cette ligue, dont la première présidente est Val Ackerman et la première joueuse à la rejoindre est Cynthia Cooper, débute durant l'été 1997 avec huit équipes, chacune d'entre elles étant liées à une équipe de NBA.
Stern promeut la NBA aux États-Unis, mais surtout partout dans le monde, il cherche des chaînes de télévisions pour les retransmissions de matchs, il développe un formidable marketing pour la ligue qui a vu ainsi son chiffre d'affaires accroître d’année en année. Stern met plus en valeur tous les aspects de la NBA : joueurs, play-offs, NBA All-Star Game, produits dérivés ou encore œuvres de charité. Stern donne une grande importance à introduire plus de joueurs étrangers par exemple, pour étendre toujours plus les cibles de son merchandising, la NBA devient une multinationale brassant plusieurs milliards de dollars, présente sur les cinq continents.

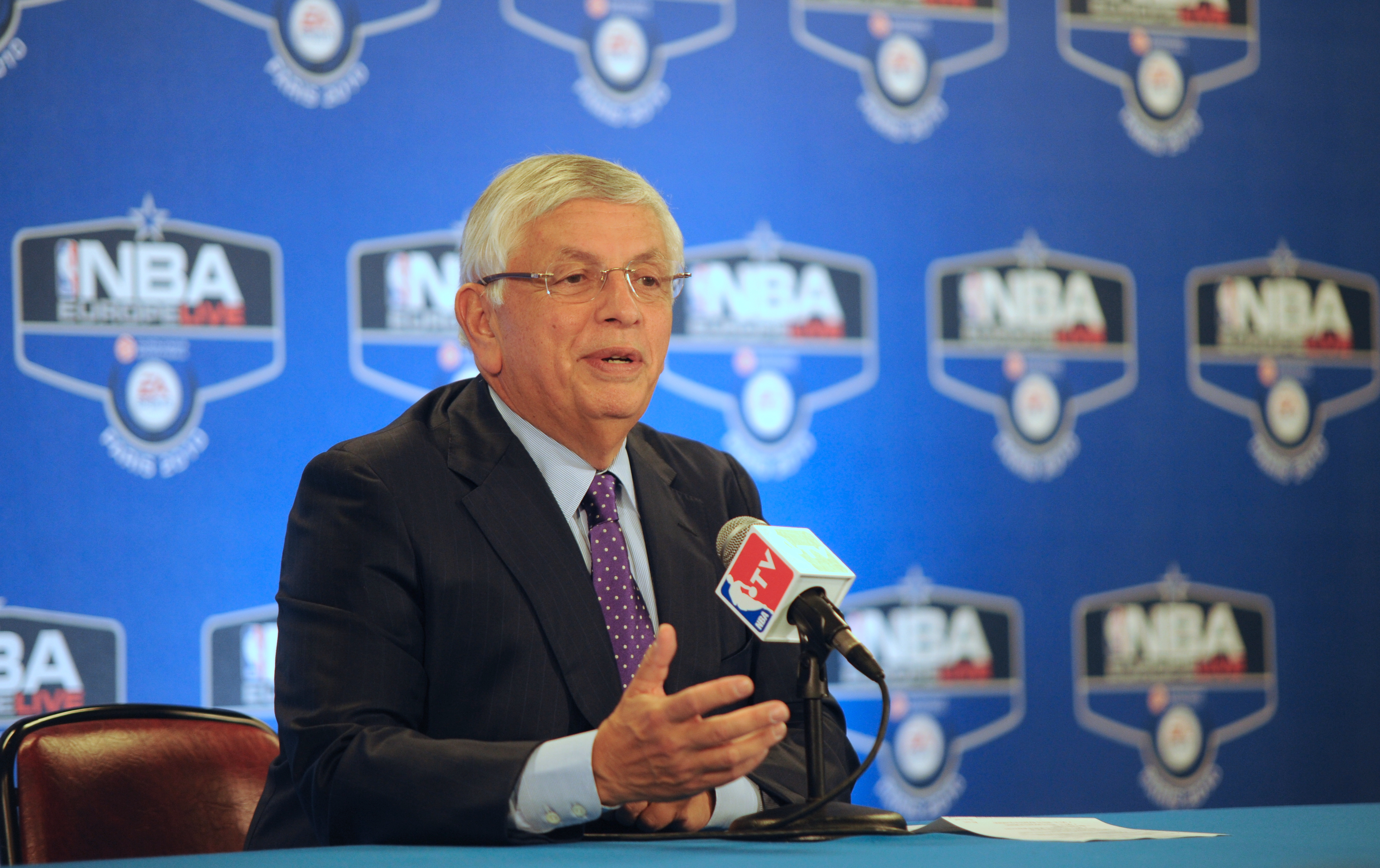
David Stern, le 06 octobre 2010 à Paris à l'occasion du NBA Europe Live Tour.

En 2010, David Stern déclare que la situation actuelle de la NBA n'est pas viable. Il envisage une réduction du nombre de franchises. Il estime également que les salaires des joueurs doivent baisser de 35 %. Ceux-ci représentent 57 % du chiffre d'affaires. Une première rencontre de négociation a eu lieu lors du NBA All-Star Game 2010, rencontre où les propriétaires ont proposé une réduction de 30 à 40 % des salaires. Selon Billy Hunter, le représentant des joueurs, la NBA, qui affiche des pertes pour la majorité des franchises, ne présente pas toutes les informations.
Le 30 janvier 2014, David Stern prend sa retraite après trente années de présidence de la NBA.
Il est introduit au FIBA Hall of Fame en 2016.
Le 1er janvier 2020, il meurt des suites d'une hémorragie cérébrale.